# Метлін
Метлін (араб. الماتلين) — місто в Тунісі. Входить до складу вілаєту Бізерта. Станом на 2004 рік тут проживало 7 370 осіб.